# هاوایی (جزیره)
هاوایی (به انگلیسی: ( ‎/həˈwaɪ.i/‎ یا ‎/həˈwɑːiː/‎; هاواییایی: [həˈvɐjʔi])) بزرگ‌ترین جزیره واقع در ایالت هاوائی ایالات متحده آمریکا است. این جزیره بزرگ‌ترین و جنوب شرقی‌ترین جزیره در جزایر هاوایی، رشته جزایری آتش‌فشانی در اقیانوس آرام است. این جزیره با مساحت ۴٬۰۲۸ مایل مربع (۱۰٬۴۳۰ کیلومتر مربع), از همه جزایر دیگر این مجمع الجزایر روی هم بزرگتر است و بزرگ‌ترین جزیره در ایالات متحده آمریکاست. جزیره هاوایی سومین جزیره بزرگ در پلی‌نزی بوده و فقط از دو جزیره اصلی نیوزیلند کوچکتر است.

## خصوصیات
هاوایی ۱۸۵٬۰۷۹ نفر جمعیت دارد و ۴٬۲۰۷٫۲۱ متر بالاتر از سطح دریا واقع شده است.

## نگارخانه

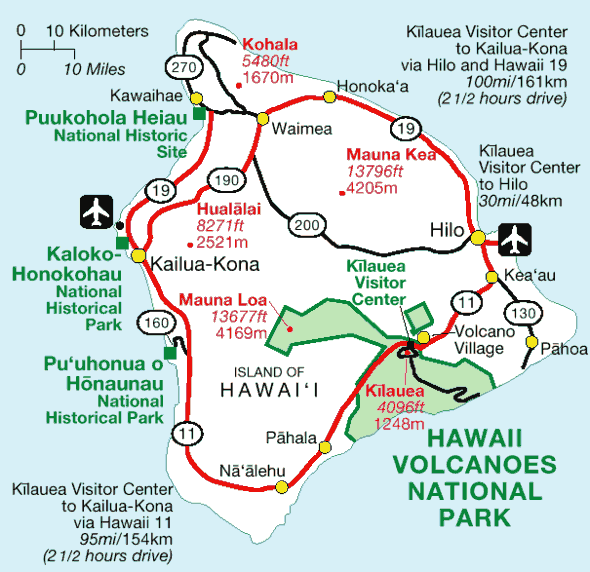